# Frans Mahn
Frans Mahn (Amsterdam, 26 de juny de 1933 - Hoofddorp, 26 de març de 1995) va ser un ciclista neerlandès que fou professional entre 1957 i 1967.
Com a ciclista amateur aconseguí el Campionat del món de 1956, a Copenhaguen.

## Palmarès en ruta
- 1953
  - 1r a la Volta a Limburg
- 1956
  -  Campió del món en ruta amateur
- 1957
  - 1r a la Acht van Chaam

## Palmarès en pista
- 1956
  -  Campió dels Països Baixos amateur en velocitat
- 1966
  -  Campió dels Països Baixos en velocitat
- 1967
  -  Campió dels Països Baixos en velocitat